# Ken Follett
Kenneth Martin ”Ken” Follett, född 5 juni 1949 i Cardiff, är en brittisk författare som mestadels skriver historiska romaner och thrillers. Han har totalt sålt drygt 130 miljoner exemplar. Fyra av hans verk har placerat sig på förstaplats i New York Times bestsellerlista.

## Biografi
Follett föddes 1949 i Cardiff. Han var äldsta barn till skatteinspektören Martin Follett och Lavinia (Veenie) Follett, som fick ytterligare tre barn. Han var förbjuden att se på TV och film av sina föräldrar som tillhörde det stränga kristna samfundet Plymouthbröderna. Han utvecklade tidigt ett intresse för läsning. Familjen flyttade till London när han var tio år gammal och han kom att ägna sig åt sina studier vid Harrow Weald Grammar School och Poole Technical College, och blev 1967 antagen till University College London, där han studerade filosofi och blev engagerad i vänsterinriktad politik.
Efter studierna hösten 1970 gick Follett en tre månader lång eftergymnasial kurs i journalistik och började arbeta som lärlingsreporter i Cardiff på South Wales Echo. Efter tre år i Cardiff återvände han till London som uppdragsreporter på Evening News. Så småningom lämnade han journalistiken för att i stället publicera böcker och i slutet av 1970-talet blev han vice vd för ett litet förlag i London, Everest Books. Han började också skriva skönlitteratur under kvällar och helger som en hobby. Framgångarna kom först gradvis, men i och med publiceringen av Nålens öga 1978 gjorde det honom både rik och internationellt känd. Efterföljande romaner har också blivit storsäljare, rankade högt på bestseller-listor, och flera har filmatiserats.
Han har i dagsläget skrivit cirka 40 böcker, som sammanlagt sålts i över 130 miljoner exemplar internationellt (2014). Han skriver mycket om historiska skeenden och har bland annat skrivit "Århundradettrilogin" om fem familjer genom 1900-talets historia, konflikter och krig, men anser att feminismen är det som drivit fram världens förändringar mest av allt. I utkanten av London har han ett större kontor med cirka 25 heltidsanställda, som sköter hela hans internationella verksamhet.

## Privatliv och politik
Follett gifte sig 1968 med sin första fru, Mary, med vilken han fick sitt första barn samma år. Han engagerade sig under sent 1970-tal i brittiska Labour Party. Under sin politiska karriär träffade han Barbara Broer, en socialdemokratisk politiker, som blev hans andra hustru 1984. Hon valdes som ledamot av parlamentet 1997. Hon omvaldes både 2001 och 2005. Follett själv har ofta fungerat som en framstående opinionsbildare. Han är bland annat engagerad i flera organisationers arbete för läsande och läskunnighet i samhället.